# Eulocastra duplilinea
Eulocastra duplilinea là một loài bướm đêm trong họ Noctuidae.